# Tehéntinóru
A tehéntinóru, vagy régi nevén tehén fenyőtinóru (Suillus bovinus vagy Boletus bovinus), Magyarországon is megélő, de ritka gombafaj. A tinórugomba-alkatúak (Boletales) rendjén belül inkább a Suillaceae családba sorolják, és nem a tinórufélék (Boletaceae) közé.

## Előfordulása
Európában általában mindenfelé elterjedt, a síkságoktól az Alpokig megtalálható. A tápanyagban szegény, homokos, erősen savanyú talajú kéttűs fenyőerdőket kedveli, de előfordulhat lucosban is. Augusztustól októberig nő. Magyarországon nem gyakori.

## Megjelenése

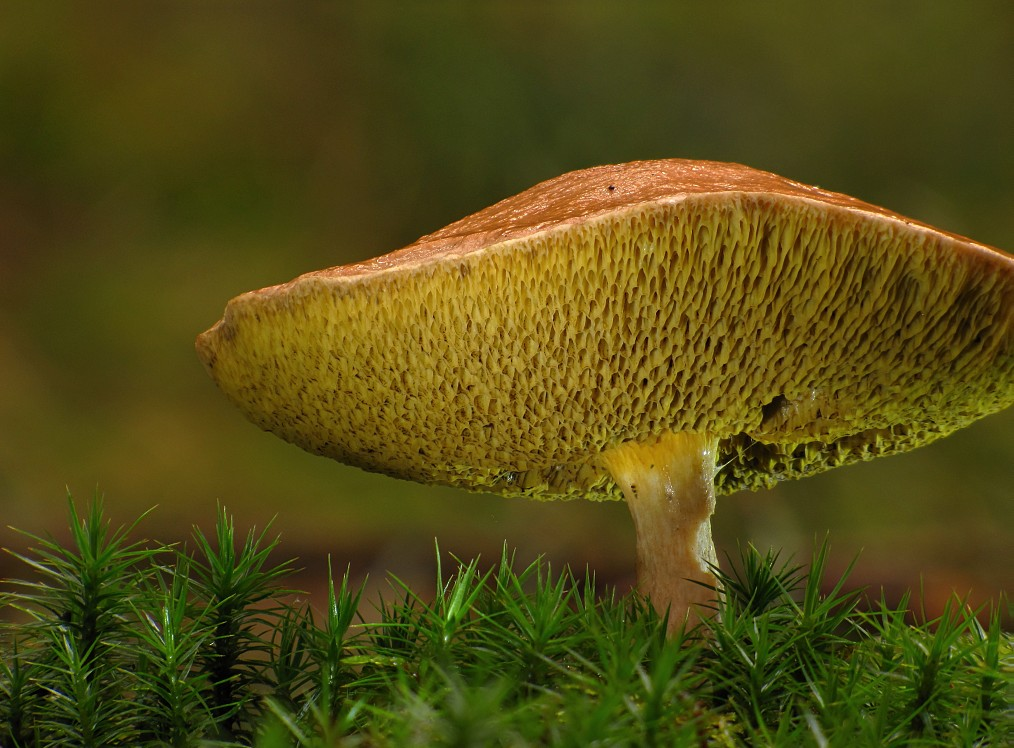
Suillus bovinus

A kalap 3–10 cm széles lehet. Fiatalon domború, párna formájú, kissé begöngyölt peremmel, később jobban kiterül, szabálytalanul ellaposodik és benyomottá válik. Halvány sárgás-barnás, bőrszínű vagy vörösesbarna. A bőre nedvesen erősen tapadós, de gyorsan szárazzá válik. Felülete csupasz, sima vagy finoman ráncos, egyenetlen a rászáradt nyálkától.
A csövek halvány szürkéssárgák, majd olívsárgák vagy barnák lesznek, a tönkre szélesen ránőttek vagy lefutók. A kalap húsáról nehezen lehet lefejteni.
Pórusainak színe azonos a csövekével vagy kicsit piszkosabbak, tágak és szabálytalanok, többnyire fogszerűen kihúzottak.
Tönkje 3–6 cm hosszú és 0,5-1,5 cm vastag, többnyire húsos, fiatalon kissé hasas, néha görbült. Felületének színe a kalapéhoz hasonló, de gyakran halványabb. A csúcsán majdnem mindig sárga árnyalatú, lefelé kissé barnás, hosszában benőtten szálas.
A húsa halványsárga vagy barnás, beszáradáskor rózsaszín-hús-vörös színű lesz. Kellemesen gyümölcsös szagú, savanykás ízű.
Spóraszíne halvány olívbarna. Spórája  8-10 x 3-4 µm méretű, orsó alakú, sima felületű.

## Felhasználhatósága
Feltételesen ehető gomba, idősebb korában fássá válik, így csak a fiatal termőtest ehető.

## Összetéveszthetősége
A tapasztalatlan gyűjtő a tarka tinóruval tévesztheti össze, aminek durva, nemezes pikkelyek borítják a kalapját, és pórusai nagyon szűkek. Szintén összetéveszthető a hasonlóan nyálkás, tapadós kalapú szemcsésnyelű fenyőtinóruval.

## Megjegyzés
Ugyanazon az élőhelyen a rózsapiros nyálkagomba is megtalálható. A két faj, hasonló talajviszonyokat és fafajokat igényel.
A bovinus szó jelentése: tehénhez hasonló színű.